# Deute subordinat
El deute subordinat o deute júnior (en anglès: subordinated debt, subordinated loan, subordinated bond, subordinated debenture o  junior debt) és una categoria de deute a llarg termini. Les entitats financeres l'emeten amb restriccions i el cobrament dels interessos està subordinat a la condició que hi hagi beneficis, i en què el titular té una prioritat de cobrament menor a la d'altres creditors generals en cas de fallida de l'entitat.
Per aquest motiu es tracta de bons relativament arriscats, fet que es compensa amb una rendibilitat millora a la mitjana del mercat amb l'objectiu d'atraure als inversors i compensar el menor rang i pitjor ordre de prelació que confereix al seu titular en cas d'insolvència de l'entitat emissora, perquè en aquest cas els titulars del deute subordinat seran dels últims a poder recuperar la seva inversió respecte als creditors ordinaris.
Aquest tipus de deute és emès normalment per entitats de crèdit i computa com a recursos propis —Capital Tier 2— de l'entitat emissora; per aquesta raó i perquè compleix certs requisits que el fan assemblar parcialment al capital social de les entitats de crèdit, el deute subordinat és considerat, conjuntament amb les participacions preferents, un híbrid de capital.
Si bé el titular d'aquests bons els pot vendre quan vulgui en el mercat secundari de renda fixa, ja que no hi ha cap impediment legal per a fer-ho, cal tenir present que en el cas que l'entitat presenti problemes financers sera  difícil per vendre, donat el menor rang i pitjor ordre de prelació en cas de fallida. Així mateix, el problema de liquiditat també es dona igualment en situacions no excepcionals perquè es tracta de valors no gaire líquids, situació que pot implicar no recuperar la totalitat de la inversió en cas de venta abans del termini de venciment.